# 馬白山

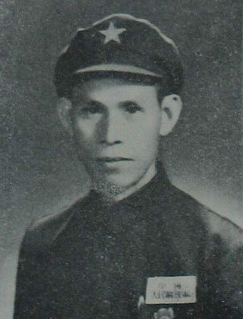

马白山（1907年—1992年），广东澄迈（今属海南省）人，中国人民解放军少将。

## 生平
1927年之前加入中国共产党。
1938年12月，担任广东省民众抗日自卫团第十四区独立队副大队长，游击队独立纵队参谋长、支队长。
在第二次国共内战中，担任中国人民解放军琼崖纵队参谋长、总队长、副司令员兼总队长。曾任中国人民政治协商会议共同纲领草案整理委员会委员。
1955年授予中国人民解放军少将军衔。担任海南军区副司令员、军区党委常委。1957年受中共中央派遣向越南方面移交了浮水洲岛。
马白山对当时执行决定感到很痛心，在接受采访时“不止一次沉重地说，看来我是做错了一件事”。马白山说：“1957年3月，上级指派我为代表，把浮水洲岛移交给越南，越南来的代表，也是一个军分区的副司令。当时有文件，说委任马白山作为移交浮水洲岛的全权代表，同去的还有当时的海南区党委的一位副书 记……移交时，部队撤，老百姓不动。有的老百姓不高兴，说我们是中国人，为什么要变成越南人？其他设施，如商店等都移交。移交前，我去过这个岛，岛上渔民 主要是捕捞近海的鲍鱼。他们捕来的鱼，卖给大陆，也贩运到越南去卖。……移交仪式在岛上举行，文件都准备好，履行签字手续就成。移交的一切准备工作都是上 面安排的，移交仪式：开茶会，桌上摆水果、点心，都是越方带来的，晚上还设宴请客，越南还派了一个文工团演出。文工团员不少是在越的华侨。……移交给越南，主要是当时两国关系好，我们与胡志明是‘同志加兄弟’的友谊，反正是兄弟嘛，该岛又稍近越南一点，就通过一个仪式移交给它。” 
1992年8月5日在海口逝世，享年85岁。

## 纪念场所
马白山纪念园位于海南省澄迈县马村镇西面海边。

## 影视形象
1994年《冯白驹将军》寇振海饰马白山。